# Homoneura aulatheca
Homoneura aulatheca är en tvåvingeart som beskrevs av Mitsuhiro Sasakawa och Ikeuchi 1985. Homoneura aulatheca ingår i släktet Homoneura och familjen lövflugor. Inga underarter finns listade i Catalogue of Life.